# Дротс
Дротс (швед. drots, дан. drost) — одна з вищих посад у Скандинавії у період Середньовіччя і Нового часу.
Виникла в ХІІІ ст. У Швеції вперше згадується в 1276 р. У XIV ст. дротс найчастіше призначається в період малолітства короля або ж на час його відсутності в межах держави, тобто він функціонував як тимчасовий правитель. У зв'язку з цим дротси іноді отримували в свої руки значну політичну владу.
У Швеції після смерті в 1386 р. дротса Бу Йонссона посада залишалася вакантною. У 1435—1436 рр .. король Ерік Померанський був змушений зобов'язатися призначати дротсів в кожному зі скандинавських держав окремо, однак незважаючи на це посада залишалася не зайнята (за винятком періоду 1435—1442 рр.).
Юхан III відновив посаду дротса в якості почесного титулу (rikets drots). У 1614 р. риксдротс отримав реальні функції, ставши головою щойно утвореного стокгольмського надвірного суду, який повинен був стати вищим судовим органом держави.
По мірі того як у Швеції створювалися нові надвірні суди, обов'язком риксдротса став нагляд за всією судовою системою королівства, що призвело до того, що в 1660 р. посада формально була відокремлена від головування в стокгольмському надвірному суді.
Після 1686 р. посада залишалася вакантною. Лише у 1787 р. Густав III знову призначив на посаду дротса канцлера юстиції, поставивши його над усіма надвірними судами держави. З 1789 р. дротс зробився першоприсутнім Верховного суду. Однак за формою правління 1809 р. посада була скасована.
У Данії і Норвегії посада дротса припинила своє існування ще XV ст. В 1660 р. данський король призначив гофмейстера Йоакима Герсдорфа  риксдротсом, однак з його смертю в 1661 р. посада більше не відновлювалася.